# روبر دوفن
روبر دوفن (فرانسوی: Robert Dauphin‎; ۵ فوریهٔ ۱۹۰۵ – ۱۸ ژوئیهٔ ۱۹۶۱) بازیکن فوتبال اهل فرانسه بود.
وی در تیم ملی فوتبال فرانسه بازی کرده‌است.